# Pageant Material
Pageant Material è il secondo album in studio per una major, il quinto in assoluto, della cantautrice country statunitense Kacey Musgraves, pubblicato nel 2015.

## Tracce
1. High Time – 2:56
2. Dime Store Cowgirl – 3:35
3. Late to the Party – 3:37
4. Pageant Material – 3:56
5. This Town – 2:57
6. Biscuits – 3:18
7. Somebody to Love – 3:14
8. Miserable – 3:00
9. Die Fun – 3:29
10. Family Is Family – 2:33
11. Good Ol' Boys Club – 3:17
12. Cup of Tea – 2:41
13. Fine + – 3:37
14. Are You Sure (featuring Willie Nelson) (traccia nascosta)) – 3:56